# Lagh de Pian Doss
Der Lagh de Pian Doss (lombardisch im Tessiner Dialekt, italienisch Lago Dosso) ist ein postglazialer Moorsee im Süden des Dorfes San Bernardino in der Gemeinde Mesocco im Schweizer Kanton Graubünden. Er liegt in einer kleinen Torfmulde, die im Bundesinventar der Hochmoore des Bundes registriert ist.
Gespeist wird der nahezu kreisrunde See durch einen Bach, der östlich von der Alp Pian Doss herabfliesst, sowie zwei weiteren Zuflüssen im Norden. Der Ausfluss liegt im Westen. Der namenlose Bach fliesst nach Norden Richtung San Bernardino und mündet nach rund einem Kilometer in den Stausee Lago d’Isola.
Seine maximale Tiefe erreicht der See mit rund 6 Metern in der Mitte. Dank dem bis in eine Tiefe von 5 Metern ausreichend vorhandenen Sauerstoff bietet der Lagh de Pian Doss Lebensraum für mehrere Fischarten. Am zahlreichsten sind Rotfeder, Schleie und Hecht. Forellen, die sonst im alpinen Raum oft vorkommen, gibt es hier nicht. Alle Arten vermehren sich natürlich.
Der See erreicht im Sommer eine Temperatur von knapp 20 Grad und eignet sich durchaus zum Baden. Das in den 1970er-Jahren erbaute Hotel-Restaurant stand viele Jahre leer. Im Sommer 2019 wurde es als «Hotel Restaurant Lido» wieder eröffnet.

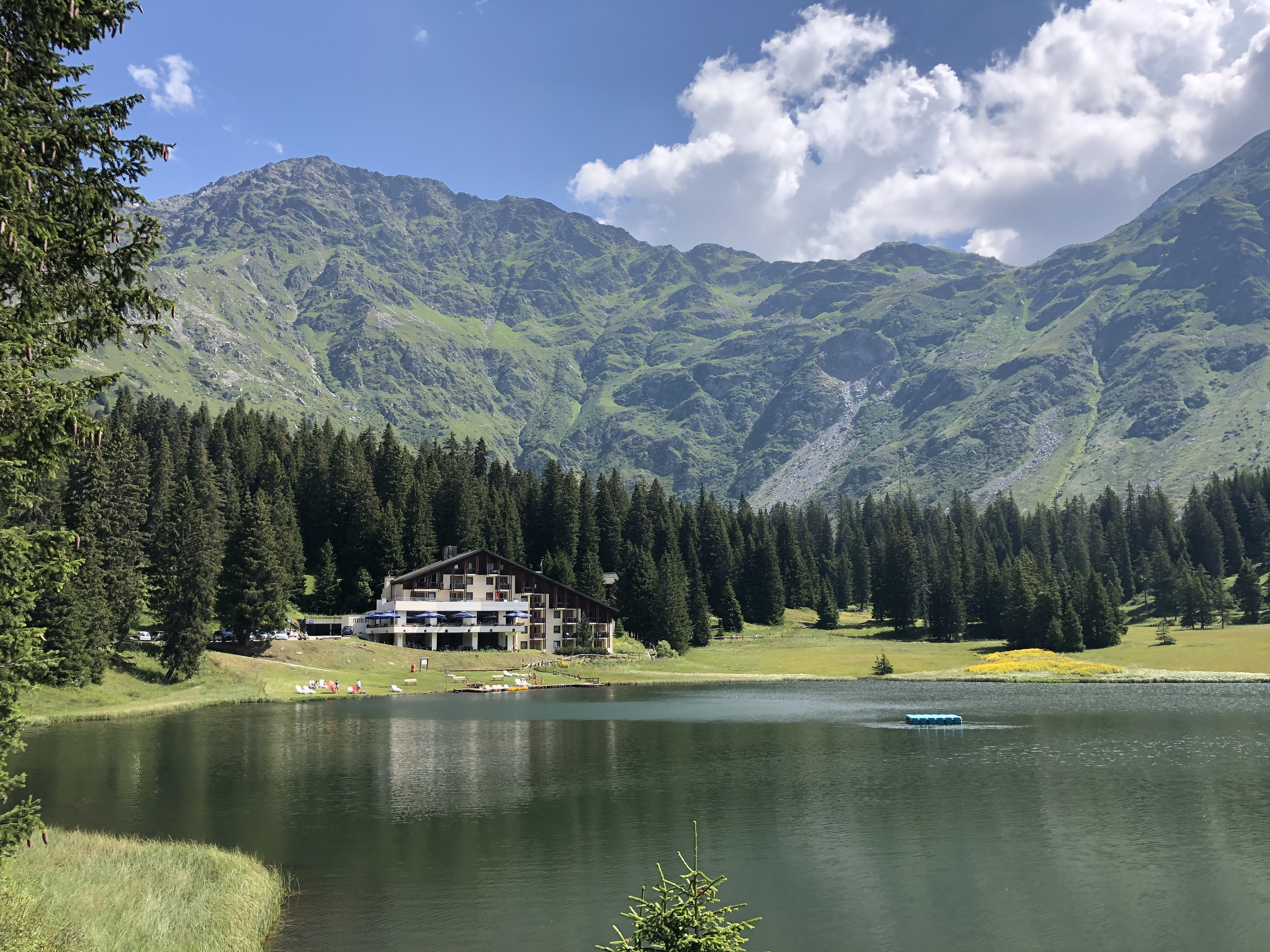
Hotel Lido, Juli 2020
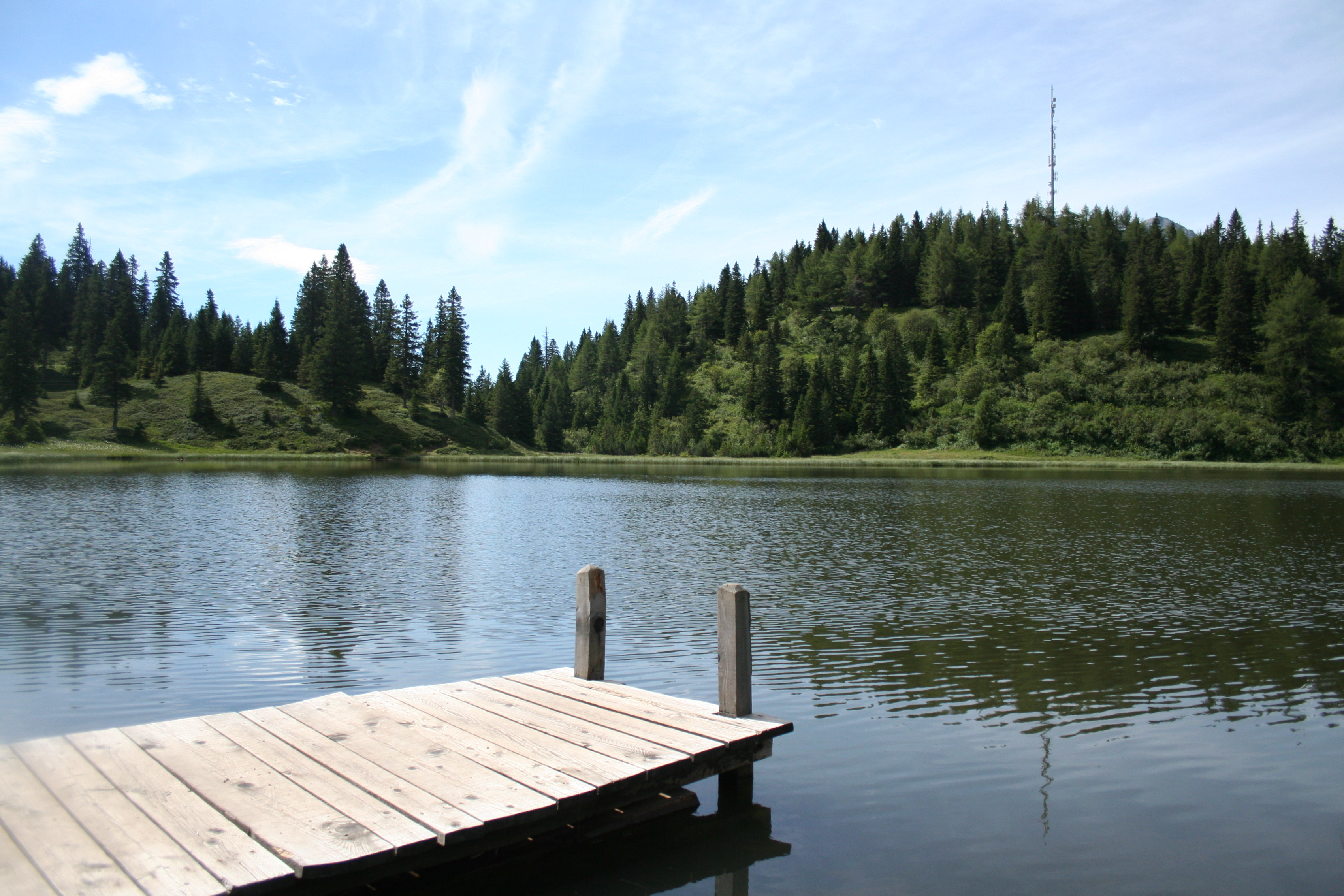
Juli 2010
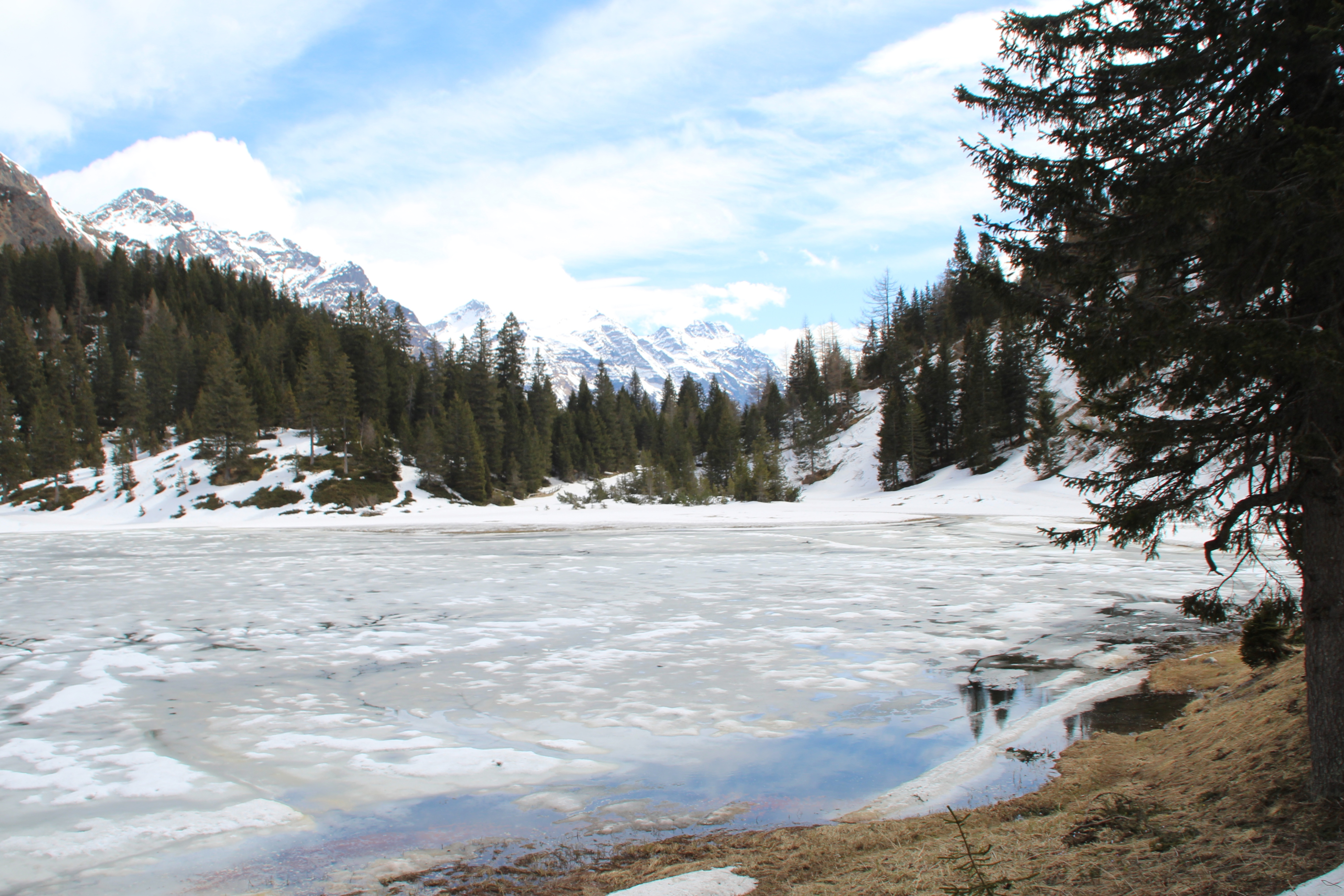
April 2015
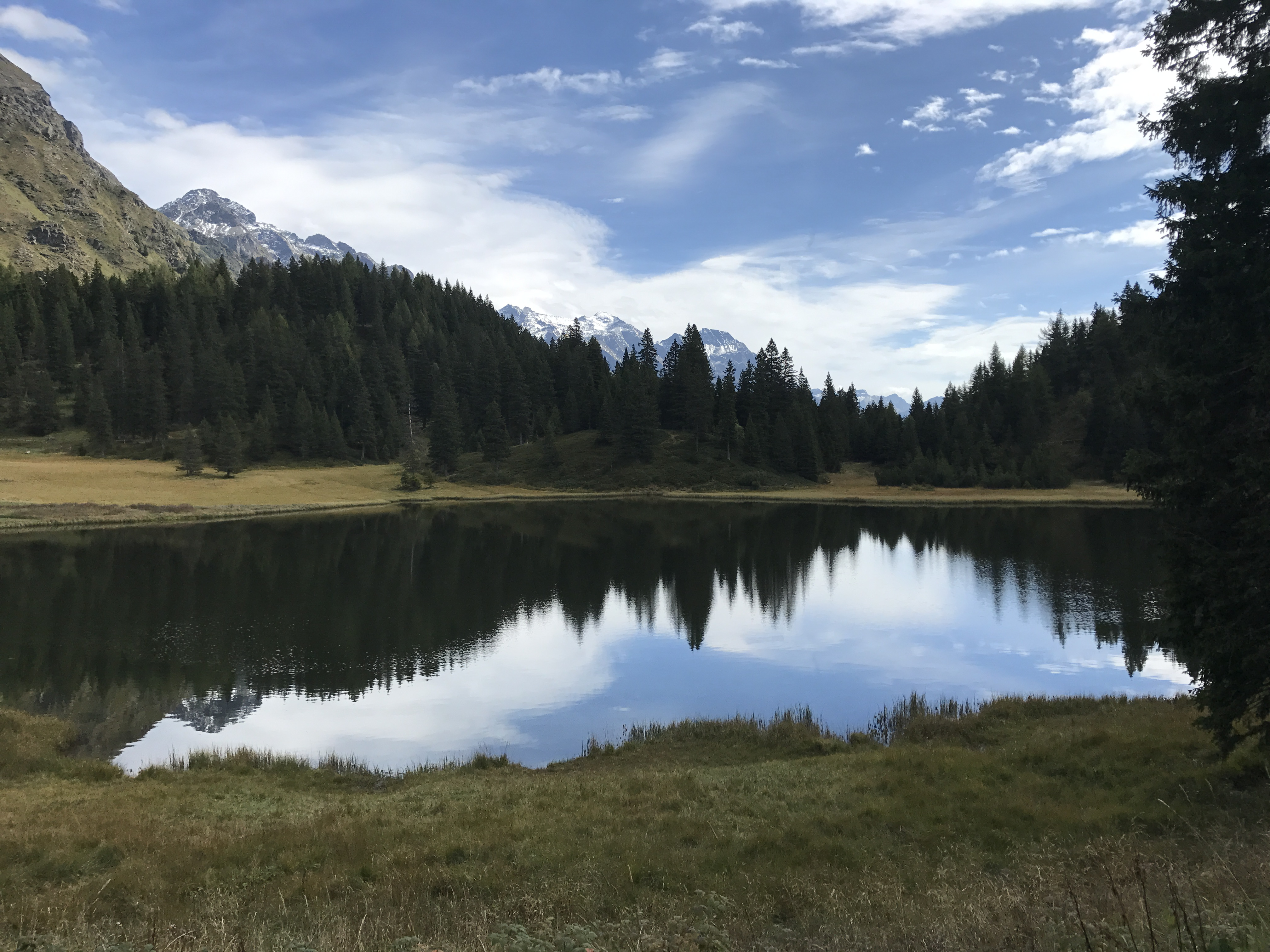
September 2017